# Dolores Cabezudo
María Dolores Cabezudo Ibáñez (Madrid, 1935) es una investigadora científica española en el campo de la química, catedrática de Tecnología de los Alimentos de la Universidad de Castilla-La Mancha UCLM y profesora de investigación del Consejo Superior de Investigaciones Científicas (CSIC). 
Medalla al Mérito en la Investigación y en la Educación Universitaria, en categoría de Oro, concedida por el Consejo de Ministros del Gobierno de España a propuesta del Ministerio de Ciencia, Innovación y Universidades.

## Biografía
Nacida en Madrid, a causa del golpe de Estado en España de julio de 1936, que desencadenó la guerra civil española, la familia se trasladó a Brihuega (Guadalajara), ciudad en cuyo entorno se libró en 1937 la Batalla de Guadalajara entre el ejército Republicano y las fuerzas golpistas apoyadas por el contingente de voluntarios fascistas italianos enviados por Mussolini. Sobrevivientes del conflicto bélico y sus secuelas y consecuencias en la zona, acabada la guerra la familia se trasladó a Navarra y, más tarde, a Zaragoza. En esa capital aragonesa, la joven Lola Cabezudo estudió bachillerato, y animada por dos de sus profesoras (María Luisa González Miranda y Carmen Calvo) eligió y siguió la carrera de Ciencias Químicas.  
De formación religiosa católica, pero de espíritu abierto y comprometida con planteamientos democráticos y de izquierdas, durante la dictadura franquista, también participó en manifestaciones contra la Guerra de Vietnam y la candidatura de Ronald Reagan, en el ambiente estudiantil propiciado durante su postdoctorado en la Universidad de California en Davis. De vuelta en España, y en el periodo anterior a la Transición, entró en contacto con la UGT y el PSOE.
Se ha destacado por su compromiso con todo lo referente a la visualización de la mujer en la ciencia y el apoyo a las científicas más jóvenes, como línea esencial de acción en ponencias, escritos, artículos en revistas, conferencias, etc. Así mismo, en 2016 se posicionó con profesores y profesoras contra la cadena perpetua.
Tras su jubilación, en octubre del 2006, continuó implicándose en todo tipo de actividades en defensa de la ciencia, de la importancia de la divulgación y del reconocimiento a las investigadores que la precedieron.

## Carrera científica
Dolores Cabezudo es licenciada en Ciencias Químicas por la Universidad de Zaragoza y doctora en Ciencias Químicas por la Universidad de Madrid (hoy Universidad Complutense de Madrid, 1967). Sus comienzos en la actividad investigadora no fueron fáciles, pues en esos años muchos profesores no querían e impedían la entrada de las mujeres en los laboratorios. Su acceso a la investigación le llegó cuando conoció a Concepción Llaguno Marchena, del Consejo Superior de Investigaciones Científicas (CSIC), quien se ofreció a ayudarla junto con el director del departamento de Fermentaciones Industriales, José Garrido Márquez. Lola Cabezudo terminó el doctorado mientras trabajaba como directora de Colegio Universitario Isabel de España.
Realizó la estancia postdoctoral en la Universidad de California en Davis, con la dirección del profesor Maynard A. Amerine. 
Perteneció durante veinticinco años al Instituto de Fermentaciones Industriales (CSIC) en el equipo de la Doctora LLaguno, en el que desarrolló toda la primera parte de su labor investigadora. Cuando la Dra. LLaguno pasó a ser vicesecretaria del CSIC para asuntos científicos, el grupo estuvo liderado alternativamente por las doctoras Carmen Polo Sánchez y Dolores Cabezudo Ibáñez. 
En 1973 se creó en la Real Sociedad Española de Física y Química el grupo especializado de Cromatografía y Técnicas Afines (GCTA) siendo cofundadora Lola Cabezudo. El grupo perdura así como un boletín de noticias científicas de la especialidad, siendo Lola la encargada de entrevistar para el boletín a los químicos analíticos que se iban jubilando.
El 2 de octubre de 2019  el CSIC rindió homenaje a sus científicas pioneras y a sus investigaciones que marcaron la historia de la ciencia española. En este acto intervino Dolores Cabezudo y dijo: 

No mencionaré los obstáculos inherentes a nuestra condición de mujeres, ni la escasez de recursos, ni ninguna carencia porque hasta el eco de estas verdades sirven de propaganda para que se repitan. [...] Tuvimos trabas pero las saltamos y aquello ocurrió entre otras cosas porque otras mujeres se encargaron de disipar las chinitas de nuestro incipiente camino”

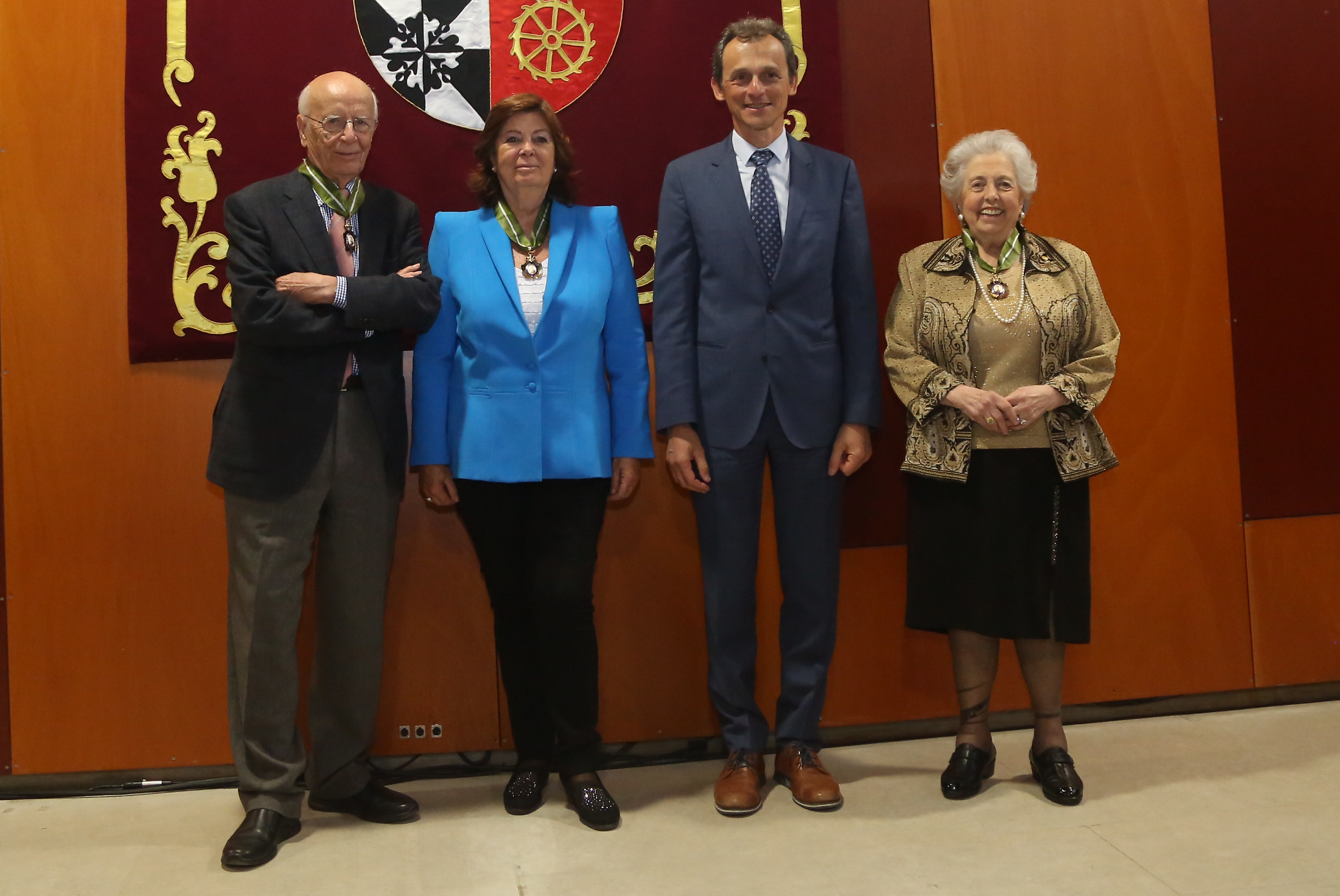
2019-05-09, Toledo, Medallas al Mérito en la Investigación y en la Educación Universitaria - 33933630378

## Actividad científica
Dolores Cabezudo ha sido catedrática de Tecnología de los Alimentos de la Universidad de Castilla-La Mancha hasta su jubilación en 2006 y profesora de investigación del Consejo Superior de Investigaciones Científicas (CSIC).
Dentro de su actividad investigadora ha dirigido proyectos de investigación, ha formado parte del equipo investigador de tres patentes, y es autora o coautora de publicaciones en revistas científicas en el campo de la química, la enología y la tecnología alimentaria. 
Fue una de las impulsoras de la cromatografía de gases aplicada al análisis de alimentos y, especialmente, al estudio del aroma de alimentos. 
Las investigaciones llevadas a cabo por Dolores Cabezudo forman parte de:
- La química analítica, trabajando en el diseño y construcción de columnas de fases mixtas para cromatografía de gases y el estudio de la eficacia de las columnas capilares y microrrellenas.
- Enología, en el estudio y caracterización de mostos y vinos de variedades autóctonas y extranjeras, identificación de cepas de levaduras de interés enológico, selección de levaduras de «flor», influencia de las técnicas de elaboración en la calidad de los vinos.
- Análisis Sensorial de Alimentos, realizando estudios básicos, características de las Salas de Cata, cálculo de umbrales, aplicaciones estadísticas a las opiniones de los catadores, diseño y aplicaciones de métodos descriptivos, preferencias de los consumidores.
- Aplicaciones de los últimos hallazgos científicos a productos de interés para Castilla-La Mancha (vinos de las variedades autóctonas y aclimatadas, vinagre vínico, miel, hierbas-condimento, quesos, etc.).

## Trayectoria académica
Dolores Cabezudo además de la actividad docente, fue asesora y formó parte del equipo que trabajó para la creación de la carrera de Tecnología de los Alimentos en la Universidad de Castilla-La Mancha (UCLM), tras aceptar la invitación que en su día el decano y vicedecano de la Facultad de Química le hicieron durante una visita al CSIC donde trabaja como profesora de investigación.
Ha sido catedrática de Tecnología de los Alimentos de la Universidad de Castilla-La Mancha desde 1993  hasta su jubilación en 2006, en esta Universidad fue la autora del programa curricular de la carrera de Ciencia y Tecnología de los Alimentos.
En la entrega, celebrada en Toledo el 9 de mayo de 2019, de las Medallas al Mérito en la Investigación y en la Educación Universitaria por el ministro de Ciencia, Investigación y Universidades, Pedro Duque destacó:

La labor de la profesora Cabezudo, catedrática jubilada de la UCLM, “al traer a un lugar donde se había perdido casi la tradición universitaria su investigación y su altísimo nivel desde otras partes de España”, así como la labor divulgadora.
 Pedro Duque.

## Publicaciones

### Libros
- El siglo XX español contado poco a poco: protagonistas para recordar.[15]
- La investigación científica española en el cruce finisecular.[16]
- El viñedo en Castilla-La Mancha ante el siglo XXI: el sector vitivinícola y el agua. Coautora[17]
- Contrarreforma de la Universidad: la LOU, una oportunidad perdida. Coautora.[18]

### Revistas científicas
Artículos en revista nacionales e internacionales, pudiéndose consultar, también en Google Académico y Dilanet.
- Cromatografía y Técnicas Afines Real Sociedad Española de Química[22]

### Periódicos
- El País.[23]

## Premios y reconocimientos
- 2019: Medalla al Mérito en la Investigación y en la Educación Universitaria.[24]
- Insignia de Oro y Brillante de la Asociación Nacional de Químicos de España (ANQUE)
- Hija adoptiva  de Castilla-La Mancha
- En 2009, La Sociedad Española de Cromatografía y Técnicas Afines (SECyTA) y la Sociedad Española de Espectrometría de Masas (SEEM) le rindieron un homenaje por su trayectoria destacada en cromatografía y espectrometría de masas.[25]
- 2007: Premio a la Excelencia "Gabriel Alonso Herrera" por su contribución científica en el campo de la enología y la ciencia y la tecnología de los alimentos, y por la creación en la UCLM del departamento responsable de la formación y la investigación en estas disciplinas.[26][27]

## Otros cargos
- Ha sido tesorera, vocal, editora y vicepresidenta del Grupo de Cromatografía y Técnicas Afines (GCTA).

- Presidenta y vocal del Ateneo de Almagro.[28]
- Presidenta de la agrupación Socialista de Almagro.
- Formó parte de un grupo de la OTAN para la promoción de la ciencia en los países europeos Turquía, Grecia y Portugal.